# Mistrovství Evropy v orientačním běhu 2021
13. Mistrovství Evropy v orientačním běhu proběhlo ve dnech 13.–16. května 2021 ve Švýcarsku s hlavním centrem v Neuchâtelu. Tento ročník mistrovství byl výjimečný svým zaměřením výhradně na sprintové disciplíny, které se podle nového systému střídají s lesními disciplínami v sudých letech. Mistrovství bylo současně prvním kolem Světového poháru v orientačním běhu 2021. Na programu byly tři disciplíny: sprintové štafety, knock-out sprint a individuální sprint. Závody probíhaly v městském terénu s historickou zástavbou, parkovými plochami a umělými překážkami, přičemž tratě byly navrženy tak, aby kladly důraz na rychlou navigaci a strategické rozhodování závodníků.
Pořadatelem mistrovství byla Švýcarská federace orientačního běhu (Swiss Orienteering) ve spolupráci s Mezinárodní federací orientačního běhu (IOF). Technickou ředitelkou byla Simone Niggli, mnohonásobná mistryně světa v orientačním běhu, a hlavním organizátorem Matthias Niggli. Kvůli probíhající pandemii covidu-19 byla zavedena přísná opatření, včetně povinného testování a omezení kontaktů mezi účastníky. Mistrovství se zúčastnili závodníci z 28 zemí, přičemž startovní listina zahrnovala 108 mužů a 127 žen. Mezi favority patřili tradičně závodníci ze severských zemí a domácí Švýcaři, ale silnou konkurenci představovali i reprezentanti České republiky, Francie a dalších evropských států. Švýcarsko dominovalo v týmových závodech, zatímco individuální tituly si rozdělili elitní běžci z různých národností.

## Program závodů
Mistrovství Evropy v orientačním běhu 2021 proběhlo ve čtyřech soutěžních dnech od 13. do 16. května 2021 ve švýcarském Neuchâtelu. Program zahájily ve čtvrtek sprintové štafety, kde čtyřčlenné týmy běžely v pořadí žena–muž–muž–žena. V pátek následovala kvalifikace knock-out sprintu, která se odehrála ve starém městě St-Blaise. Závodníci se museli vypořádat s úzkými uličkami a proměnlivým terénem, přičemž pouze nejrychlejší postoupili do sobotního finále. Sobota patřila finálovým rozběhům knock-out sprintu, kde nejlepší závodníci museli zvládnout sérii vyřazovacích kol, od čtvrtfinále přes semifinále až po samotné finále, které se běželo v centru Neuchâtelu. Vrcholem mistrovství byla nedělní individuální sprintová disciplína, kde závodníci startovali intervalově v členitém městském terénu s kombinací historické zástavby, parkových ploch a umělých překážek. Tento závod rozhodl nejen o titulech mistrů Evropy, ale zároveň se započítával do hodnocení Světového poháru.
| Neuchâtel Centrum Mistrovství Evropy 2021 - ŠVÝCARSKO | Den        | Závod                                               | Centrum závodu               | Terén                                                                   |
| ----------------------------------------------------- | ---------- | --------------------------------------------------- | ---------------------------- | ----------------------------------------------------------------------- |
| Neuchâtel Centrum Mistrovství Evropy 2021 - ŠVÝCARSKO | 11. května | Příjezd týmů, COVID-19 testování                    | –                            | –                                                                       |
| Neuchâtel Centrum Mistrovství Evropy 2021 - ŠVÝCARSKO | 12. května | Volný trénink (po negativním testu), porada týmů    | Colombier                    | Tréninkové terény odpovídající závodním oblastem                        |
| Neuchâtel Centrum Mistrovství Evropy 2021 - ŠVÝCARSKO | 13. května | sprintové štafety                                   | Neuchâtel - Maladière        | Městská zástavba s většími i menšími budovami a parky                   |
| Neuchâtel Centrum Mistrovství Evropy 2021 - ŠVÝCARSKO | 14. května | knock-out sprint - kvalifikace                      | St-Blaise                    | Městská zástavba s úzkými uličkami a pěšinami                           |
| Neuchâtel Centrum Mistrovství Evropy 2021 - ŠVÝCARSKO | 15. května | knock-out sprint - čtvrtfinále, semifinále a finále | Neuchâtel - Place-des-Halles | Městská zástavba s úzkými uličkami a pěšinami, umělé překážky           |
| Neuchâtel Centrum Mistrovství Evropy 2021 - ŠVÝCARSKO | 16. května | sprint                                              | Neuchâtel - Place-des-Halles | Městská zástavba, staré město s komplikovanou orientací, umělé překážky |

## Účastníci
Mistrovství Evropy v orientačním běhu 2021 se zúčastnili sportovci z 28 členských výprav Mezinárodní federace orientačního běhu, kteří soutěžili ve sprintových disciplínách.  
Z celkem 235 závodníků bylo 108 mužů a 127 žen. Celkový počet účastníků včetně týmových funkcionářů činil 350 osob.
- Rakousko (6+6)
- Belgie (5+3)
- Bulharsko (5+4)
- Chorvatsko (2+0)
- Česko (7+6)
- Dánsko (8+7)
- Estonsko (4+4)
- Finsko (8+8)
- Francie (8+4)
- Německo (4+4)
- Spojené království (1+2)
- Maďarsko (3+3)
- Itálie (4+3)
- Lotyšsko (6+3)
- Litva (3+2)
- Nizozemsko (1+0)
- Nový Zéland (1+0)
- Norsko (8+8)
- Polsko (3+3)
- Portugalsko (3+0)
- Rumunsko (1+0)
- Rusko (8+2)
- Španělsko (3+1)
- Švédsko (8+9)
- Švýcarsko (11+9)
- Turecko (2+2)
- Ukrajina (3+2)
- USA (2+0)

Poznámka: Čísla v závorkách označují počet mužů (+ ženy).

## Sprint

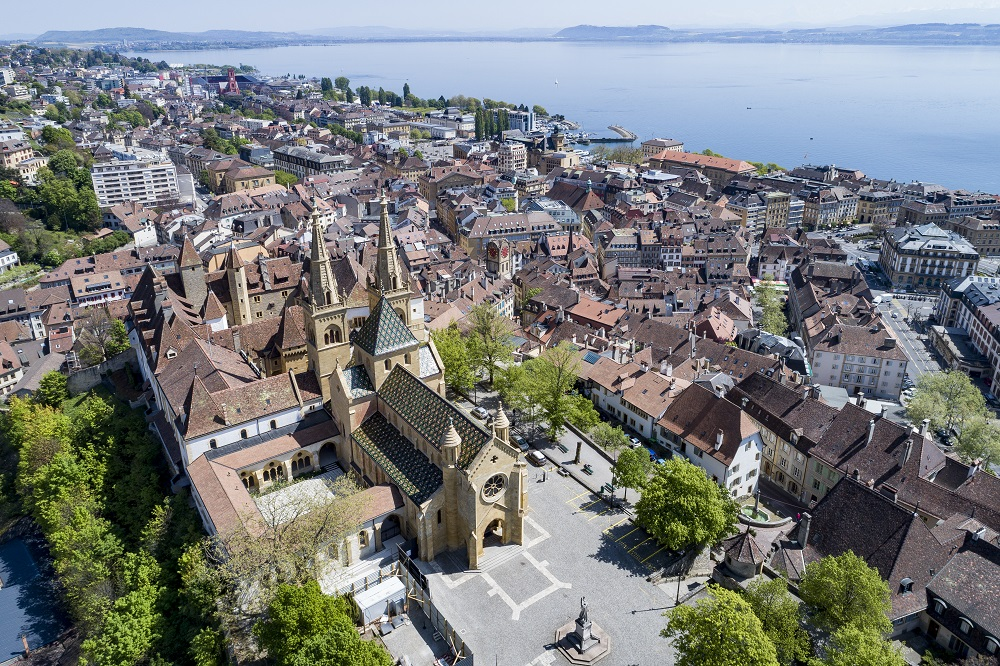
Součástí sprintu průběhy přes centrum města Neuchâtelu.

Individuální sprint na Mistrovství Evropy v orientačním běhu 2021 se konal 16. května v historickém centru Neuchâtelu. Trať vedla městskou zástavbou s kombinací úzkých uliček, parkových ploch a umělých překážek. Závodníci startovali intervalově a museli zvládnout jak rychlou orientaci, tak precizní volbu postupu mezi kontrolami. V mužské kategorii získal titul mistr Evropy Emil Svensk ze Švédska s časem 16:06. Druhé místo obsadil Yannick Michiels z Belgie se ztrátou 13 sekund a třetí skončil Kasper Harlem Fosser z Norska, který na vítěze ztratil 22 sekund. Mezi ženami zvítězila Tove Alexanderssonová ze Švédska v čase 16:10. Stříbrnou medaili získala Elena Roosová ze Švýcarska s odstupem 5 sekund, třetí skončila její krajanka Simona Aebersoldová se ztrátou 6 sekund. Sprint byl rozdělen do tří startovních bloků. Závodníci mimo nejlepší čtyřicítku startovali v minutových intervalech, následovalo 40 nejlepších žen s intervalem 1,5 minuty a nakonec se na trať vydali nejvýše nasazení muži s obdobným startovním odstupem.
| Výsledky Sprint                                                                                        | Výsledky Sprint                                                                                        | Výsledky Sprint                                                                                        | Výsledky Sprint                                                                                        | Výsledky Sprint                                                                                        | Výsledky Sprint                                                                                        | Výsledky Sprint                                                                                        | Výsledky Sprint                                                                                        | Výsledky Sprint                                                                                        | Výsledky Sprint                                                                                        |
| Muži                                                                                                   | Muži                                                                                                   | Muži                                                                                                   | Muži                                                                                                   | Muži                                                                                                   | Ženy                                                                                                   | Ženy                                                                                                   | Ženy                                                                                                   | Ženy                                                                                                   | Ženy                                                                                                   |
| --- | --- | --- | --- | --- | --- | --- | --- | --- | --- |
| - Datum: 16. května 2021 - Místo: Neuchâtel Centre - Délka: 4,4 km, Převýšení: 85 m, Počet kontrol: 25 | - Datum: 16. května 2021 - Místo: Neuchâtel Centre - Délka: 4,4 km, Převýšení: 85 m, Počet kontrol: 25 | - Datum: 16. května 2021 - Místo: Neuchâtel Centre - Délka: 4,4 km, Převýšení: 85 m, Počet kontrol: 25 | - Datum: 16. května 2021 - Místo: Neuchâtel Centre - Délka: 4,4 km, Převýšení: 85 m, Počet kontrol: 25 | - Datum: 16. května 2021 - Místo: Neuchâtel Centre - Délka: 4,4 km, Převýšení: 85 m, Počet kontrol: 25 | - Datum: 16. května 2021 - Místo: Neuchâtel Centre - Délka: 4,0 km, Převýšení: 65 m, Počet kontrol: 21 | - Datum: 16. května 2021 - Místo: Neuchâtel Centre - Délka: 4,0 km, Převýšení: 65 m, Počet kontrol: 21 | - Datum: 16. května 2021 - Místo: Neuchâtel Centre - Délka: 4,0 km, Převýšení: 65 m, Počet kontrol: 21 | - Datum: 16. května 2021 - Místo: Neuchâtel Centre - Délka: 4,0 km, Převýšení: 65 m, Počet kontrol: 21 | - Datum: 16. května 2021 - Místo: Neuchâtel Centre - Délka: 4,0 km, Převýšení: 65 m, Počet kontrol: 21 |
| Umístění                                                                                               | Země                                                                                                   | Jméno a příjmení                                                                                       | Čas | Ztráta                                                                                                 | Umístění                                                                                               | Země                                                                                                   | Jméno a příjmení                                                                                       | Čas | Ztráta                                                                                                 |
| Zlatá medaile                                                                                          | Švédsko                                                                                                | Emil Svensk                                                                                            | 16:06                                                                                                  | 0:00                                                                                                   | Zlatá medaile                                                                                          | Švédsko                                                                                                | Tove Alexanderssonová                                                                                  | 16:10                                                                                                  | 0:00                                                                                                   |
| Stříbrná medaile                                                                                       | Belgie                                                                                                 | Yannick Michiels                                                                                       | 16:19                                                                                                  | +0:13                                                                                                  | Stříbrná medaile                                                                                       | Švýcarsko                                                                                              | Elena Roos                                                                                             | 16:15                                                                                                  | +0:05                                                                                                  |
| Bronzová medaile                                                                                       | Norsko                                                                                                 | Kasper Harlem Fosser                                                                                   | 16:28                                                                                                  | +0:22                                                                                                  | Bronzová medaile                                                                                       | Švýcarsko                                                                                              | Simona Aebersoldová                                                                                    | 16:16                                                                                                  | +0:06                                                                                                  |
| 3. | Švédsko                                                                                                | Gustav Bergman                                                                                         | 16:28                                                                                                  | +0:22                                                                                                  | 4. | Švédsko                                                                                                | Lina Strand                                                                                            | 16:31                                                                                                  | +0:21                                                                                                  |
| 5. | Švýcarsko                                                                                              | Daniel Hubmann                                                                                         | 16:31                                                                                                  | +0:25                                                                                                  | 5. | Švédsko                                                                                                | Sara Hagstrom                                                                                          | 16:33                                                                                                  | +0:23                                                                                                  |
| 6. | Švýcarsko                                                                                              | Joey Hadorn                                                                                            | 16:42                                                                                                  | +0:36                                                                                                  | 6. | Norsko                                                                                                 | Andrine Benjaminsen                                                                                    | 16:47                                                                                                  | +0:37                                                                                                  |
| 6. | Švýcarsko                                                                                              | Riccardo Rancan                                                                                        | 16:42                                                                                                  | +0:36                                                                                                  | 7. | Rusko                                                                                                  | Natalija Gemperleová                                                                                   | 16:49                                                                                                  | +0:39                                                                                                  |
| 8. | Švýcarsko                                                                                              | Florian Howald                                                                                         | 16:43                                                                                                  | +0:37                                                                                                  | 8. | Švédsko                                                                                                | Hanna Lundberg                                                                                         | 16:59                                                                                                  | +0:49                                                                                                  |
| Oficiální výsledky (IOF)                                                                               | | | | | | | | | |

## Knock-out sprint - finále
Knock-out sprint na Mistrovství Evropy v orientačním běhu 2021 se konal 15. května v oblasti Neuchâtel Château. Tato disciplína se skládala z několika vyřazovacích kol, která začala kvalifikací a pokračovala čtvrtfinálemi, semifinálemi a finálovým během. Závod probíhal v členitém městském terénu s úzkými uličkami, schodišti a parkovými pasážemi, přičemž závodníci museli rychle reagovat na změny tempa i volby postupů. V mužské kategorii získal titul mistr Evropy Matthias Kyburz ze Švýcarska s časem 6:30. Stříbrnou medaili vybojoval jeho reprezentační kolega Joey Hadorn, který zaostal o jedinou sekundu. Třetí místo obsadil Kasper Harlem Fosser z Norska se ztrátou tří sekund. Mezi ženami triumfovala Tove Alexanderssonová ze Švédska, která dokončila finále v čase 6:49. Druhé místo obsadila Simona Aebersoldová ze Švýcarska s osmivteřinovým odstupem. Bronz získala Andrine Benjaminsen z Norska, která na vítězku ztratila 18 sekund. Závod se vyznačoval taktickým charakterem, kdy si závodníci museli správně rozvrhnout tempo v jednotlivých kolech a zároveň reagovat na volby soupeřů. V každé fázi postupoval jen omezený počet běžců, což činilo závod nevyzpytatelným a fyzicky náročným.
| Výsledky Knockout Sprint - Finále                              | Výsledky Knockout Sprint - Finále                              | Výsledky Knockout Sprint - Finále                              | Výsledky Knockout Sprint - Finále                              | Výsledky Knockout Sprint - Finále                              | Výsledky Knockout Sprint - Finále                              | Výsledky Knockout Sprint - Finále                              | Výsledky Knockout Sprint - Finále                              | Výsledky Knockout Sprint - Finále                              | Výsledky Knockout Sprint - Finále                              |
| Muži                                                           | Muži                                                           | Muži                                                           | Muži                                                           | Muži                                                           | Ženy                                                           | Ženy                                                           | Ženy                                                           | Ženy                                                           | Ženy                                                           |
| -------------------------------------------------------------- | -------------------------------------------------------------- | -------------------------------------------------------------- | -------------------------------------------------------------- | -------------------------------------------------------------- | -------------------------------------------------------------- | -------------------------------------------------------------- | -------------------------------------------------------------- | -------------------------------------------------------------- | -------------------------------------------------------------- |
| - Datum: Sobota, 15. května 2021 - Lokalita: Neuchâtel Château | - Datum: Sobota, 15. května 2021 - Lokalita: Neuchâtel Château | - Datum: Sobota, 15. května 2021 - Lokalita: Neuchâtel Château | - Datum: Sobota, 15. května 2021 - Lokalita: Neuchâtel Château | - Datum: Sobota, 15. května 2021 - Lokalita: Neuchâtel Château | - Datum: Sobota, 15. května 2021 - Lokalita: Neuchâtel Château | - Datum: Sobota, 15. května 2021 - Lokalita: Neuchâtel Château | - Datum: Sobota, 15. května 2021 - Lokalita: Neuchâtel Château | - Datum: Sobota, 15. května 2021 - Lokalita: Neuchâtel Château | - Datum: Sobota, 15. května 2021 - Lokalita: Neuchâtel Château |
| Umístění                                                       | Země                                                           | Jméno a příjmení                                               | Čas                                                            | Ztráta                                                         | Umístění                                                       | Země                                                           | Jméno a příjmení                                               | Čas                                                            | Ztráta                                                         |
| Zlatá medaile                                                  | Švýcarsko                                                      | Matthias Kyburz                                                | 6:30                                                           | 0:00                                                           | Zlatá medaile                                                  | Švédsko                                                        | Tove Alexanderssonová                                          | 6:49                                                           | 0:00                                                           |
| Stříbrná medaile                                               | Švýcarsko                                                      | Joey Hadorn                                                    | 6:31                                                           | +0:01                                                          | Stříbrná medaile                                               | Švýcarsko                                                      | Simona Aebersoldová                                            | 6:57                                                           | +0:08                                                          |
| Bronzová medaile                                               | Norsko                                                         | Kasper Harlem Fosser                                           | 6:33                                                           | +0:03                                                          | Bronzová medaile                                               | Norsko                                                         | Andrine Benjaminsen                                            | 7:07                                                           | +0:18                                                          |
| 4.                                                             | Švýcarsko                                                      | Riccardo Rancan                                                | 6:34                                                           | +0:04                                                          | 4.                                                             | Rusko                                                          | Natalija Gemperleová                                           | 7:24                                                           | +0:35                                                          |
| 5.                                                             | Česko                                                          | Vojtěch Král                                                   | 6:37                                                           | +0:07                                                          | 5.                                                             | Švédsko                                                        | Vilma von Krusenstierna                                        | 7:27                                                           | +0:38                                                          |
| 6.                                                             | Norsko                                                         | Audun Heimdal                                                  | 6:52                                                           | +0:22                                                          | 6.                                                             | Česko                                                          | Tereza Janošíková                                              | 7:32                                                           | +0:43                                                          |
| Oficiální výsledky (IOF)                                       |                                                                |                                                                |                                                                |                                                                |                                                                |                                                                |                                                                |                                                                |                                                                |

## Sprintové štafety
Sprintové štafety na Mistrovství Evropy v orientačním běhu 2021 se konaly v ulicích Neuchâtelu. Každý tým tvořili dva muži a dvě ženy, kteří běželi ve střídavém pořadí žena–muž–muž–žena. Tratě vedly městským prostředím s úzkými uličkami, náměstími a parky, což kladlo důraz na rychlou orientaci a precizní volbu postupů. Vítězem závodu se stal tým Švýcarsko ve složení Simona Aebersoldová, Joey Hadorn, Matthias Kyburz a Elena Roosová s časem 56:55. Druhé místo obsadilo Švédsko, jehož štafeta běžela ve složení Lina Strandová, Gustav Bergman, Emil Svensk a Sara Hagströmová, se ztrátou 55 sekund. Bronz vybojovalo Norsko, kde startovali Victoria Hæstad Bjørnstad, Eskil Kinneberg, Kasper Harlem Fosser a Andrine Benjaminsen, jejichž výsledný čas byl 58:24. Česká republika obsadila čtvrté místo se ztrátou 2:23. Reprezentovali ji Jana Knapová, Miloš Nykodým, Vojtěch Král a Tereza Janošíková. Závod byl poznamenán vysokou konkurencí a těsnými časovými rozdíly mezi týmy, což potvrzuje rostoucí úroveň orientačního běhu na mezinárodní scéně.
| - Traťové parametry: 3,7–3,8 km (ženy) a 4,1–4,3 km (muži) - Mapa: Neuchâtel Maladière, 1: 4 000, E = 2,5 m - 28 štafet, z toho 26 dokončilo | |         |        |
| Umístění | Jména                                                                                               | Čas     | Ztráta |
| Zlatá medaile | Švýcarsko – (Simona Aebersoldová, Joey Hadorn, Matthias Kyburz, Elena Roosová)                      | 56:55   |        |
| Stříbrná medaile | Švédsko – (Lina Strandová, Gustav Bergman, Emil Svensk, Sara Hagstromová)                           | 57:50   | +0:55  |
| Bronzová medaile | Norsko – (Victoria Hæstad Bjørnstad, Eskil Kinneberg, Kasper Harlem Fosser, Andrine Benjaminsenová) | 58:24   | +1:29  |
| 4. | Česko – (Jana Knapová, Miloš Nykodým, Vojtěch Král, Tereza Janošíková)                              | 59:18   | +2:23  |
| 5. | Finsko – (Veera Klemettinenová, Akseli Ruohola, Aleksi Niemi, Maija Sianojaová)                     | 59:38   | +2:43  |
| 6. | Francie – (Isia Bassetová, Frédéric Tranchand, Lucas Basset, Cécile Calandryová)                    | 59:39   | +2:44  |
| 7. | Polsko – (Aleksandra Horniková, Michal Olejnik, Fryderyk Pryjma, Klaudia Wisniewska)                | 1:00:22 | +3:27  |
| 8. | Dánsko – (Josefine Lindová, Søren Thrane Odum, Jakob Edsen, Cecilie Klysnerová)                     | 1:00:26 | +3:31  |
| Oficiální výsledky (IOF) | |         |        |

## Medailové pořadí podle zemí
Pořadí zúčastněných zemí podle získaných medailí v jednotlivých závodech mistrovství (tzv. olympijského hodnocení).
| Medailové pořadí podle zemí | Medailové pořadí podle zemí | Medailové pořadí podle zemí | Medailové pořadí podle zemí | Medailové pořadí podle zemí | Medailové pořadí podle zemí |
| Pořadí                      | Stát                        | Zlatá medaile               | Stříbrná medaile            | Bronzová medaile            | Celkem                      |
| --------------------------- | --------------------------- | --------------------------- | --------------------------- | --------------------------- | --------------------------- |
| 1.                          | Švédsko                     | 3                           | 1                           | 1                           | 5                           |
| 2.                          | Švýcarsko*                  | 2                           | 3                           | 1                           | 6                           |
| 3.                          | Belgie                      | 0                           | 1                           | 0                           | 1                           |
| 4.                          | Norsko                      | 0                           | 0                           | 4                           | 4                           |

- Švýcarsko bylo hostitelskou zemí mistrovství.